# Coreoperca kawamebari

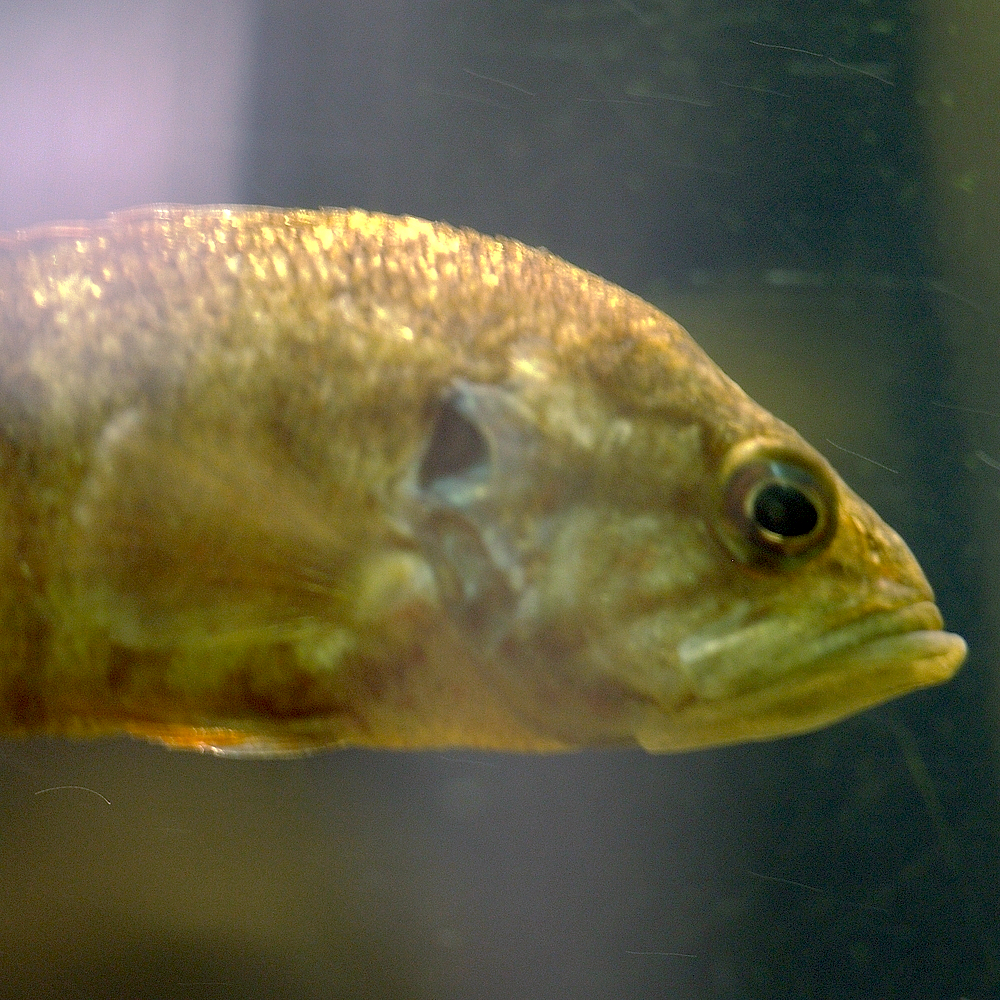
Голова Coreoperca kawamebari

Coreoperca kawamebari — вид прісноводних риб родини Перцихтових (Percichthyidae). Поширена у Японії та Кореї. Сягає 11 см довжини.